# جيانغ ليانغ
جيانغ ليانغ (بالصينية: 蒋亮) (4 نوفمبر 1989 بغوييانغ في الصين - ) هو لاعب كرة قدم صيني في مركز الدفاع.

## وصلات خارجية
- جيانغ ليانغ على موقع قاعدة بيانات كرة القدم.إي يو (الإنجليزية)
- جيانغ ليانغ على موقع Soccerway.com (الإنجليزية)